# NASCAR Xfinity Series
La NASCAR Xfinity Series (Nationwide Series fino al 2014) è la seconda categoria della NASCAR.
Le macchine utilizzate sono quelle della generazione precedente alle Car of Tomorrow della Sprint Cup, quindi di peso e dimensioni leggermente diverse.
È promosso come il circuito della "lega minore" della NASCAR ed è considerato un banco di prova per i piloti che desiderano salire al circuito di alto livello dell'organizzazione, la NASCAR Cup Series.
Gli eventi NXS si svolgono spesso come support race il giorno prima di un evento Cup Series in programma per quel fine settimana.
La serie era precedentemente denominata Budweiser Late Model Sportsman Series nel 1982 e 1983, NASCAR Busch Grand National Series dal 1984 al 2002, NASCAR Busch Series dal 2003 fino al 2007, NASCAR Nationwide Series dal 2008 al 2014. Attualmente è sponsorizzata da Comcast tramite il suo marchio di cavi consumer Xfinity.

## Storia

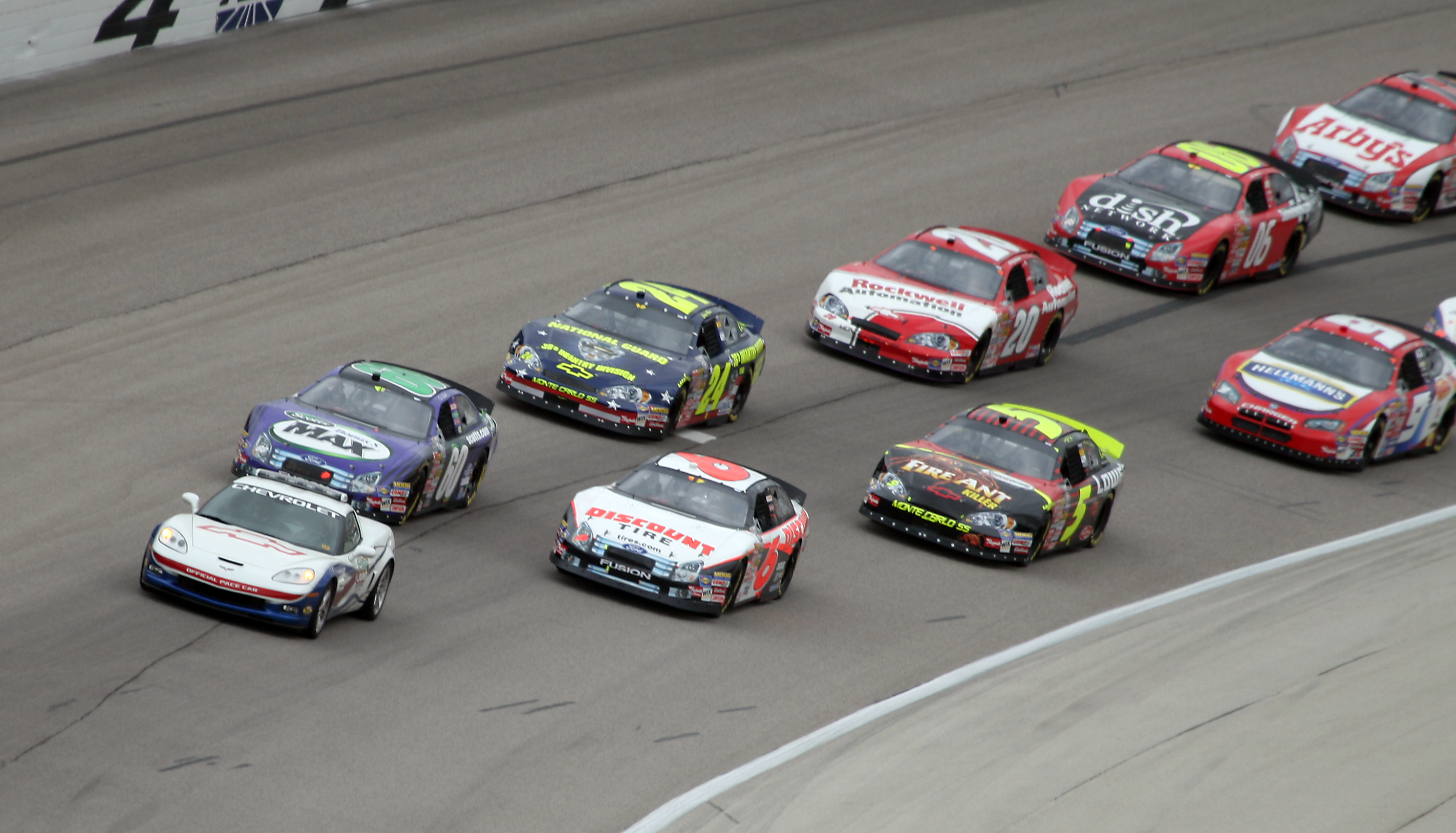
Il campo della Busch Series dopo la pace car in Texas nell'aprile 2007

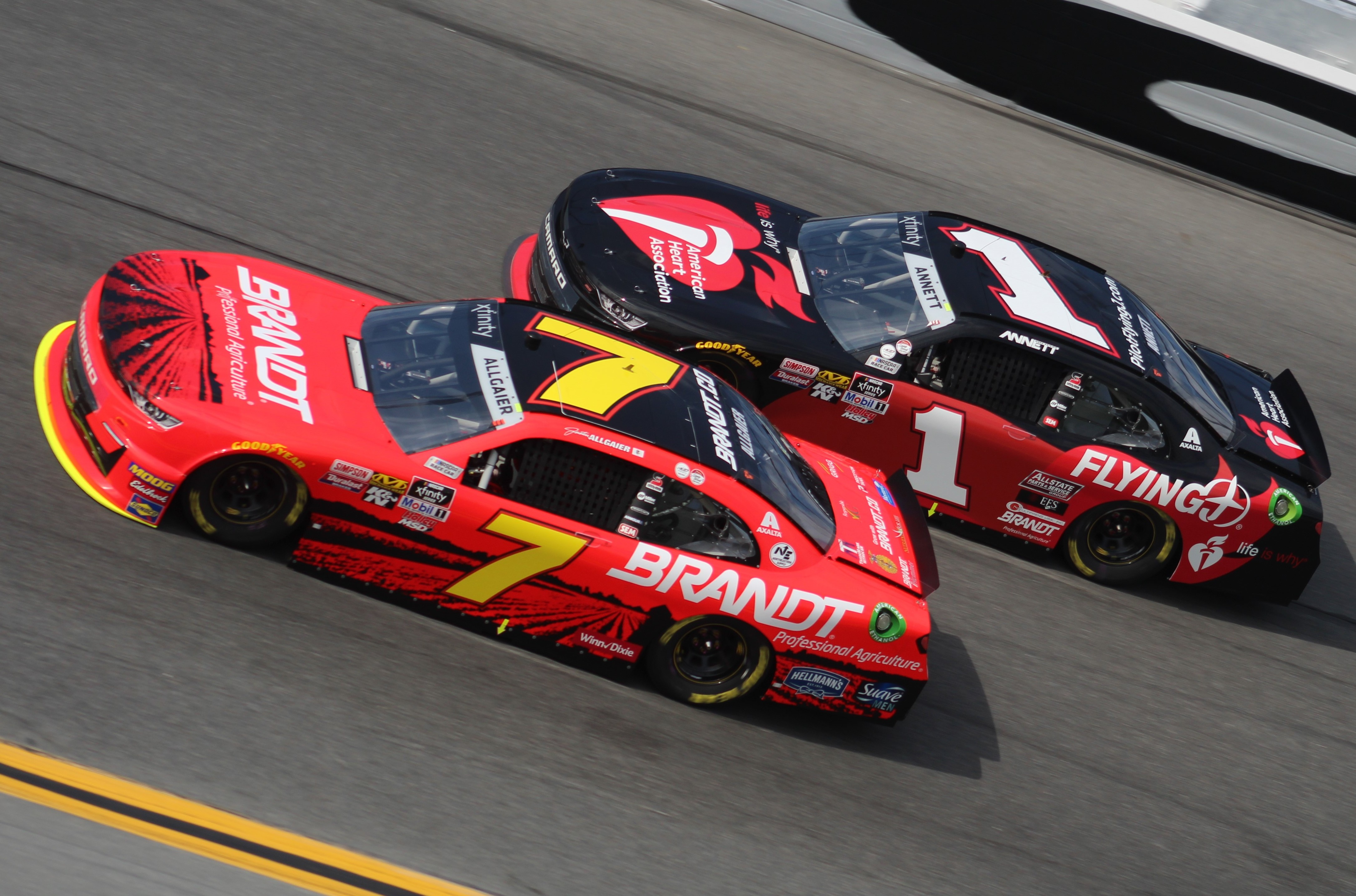
Justin Allgaier e Michael Annett nel 2019

La serie è emersa dalla divisione Sportsman della NASCAR, che era stata costituita nel 1950 come divisione delle corse su pista corta della NASCAR. 
Era la quarta serie della NASCAR. Le auto sportive non erano modelli di auto attuali e potevano essere modificate di più, ma non tanto quanto le auto di serie modificate. Divenne la Late Model Sportsman Series nel 1968 e presto presentò gare su circuiti più grandi come il Daytona International Speedway.
Sono state utilizzate auto a corto raggio con motori V-8 da 300 pollici cubi relativamente piccoli. La serie ha cambiato la sponsorizzazione in Busch nel 1984. È stata ribattezzata nel 1986 in Busch Grand National Series. Grand National è stato eliminato dal titolo della serie nel 2003 come parte dell'identità del marchio NASCAR .
La sponsorizzazione Nationwide era un contratto di sette anni e non includeva i dipartimenti bancari e ipotecari di Nationwide. Secondo quanto riferito, la sponsorizzazione ha comportato un impegno di 10 milioni di dollari per il 2008, con successive escalation annuali del 6%. Il 3 settembre 2014, è stato annunciato che Comcast sarebbe diventato il nuovo sponsor principale della serie tramite il suo marchio televisivo via cavo e Internet Xfinity, ribattezzandolo Xfinity Series. Nel 2016, NASCAR ha implementato un sistema Chase a sette gare simile a quello utilizzato nella NASCAR Cup Series.
I campi di gara di Xfinity sono variati nel numero di piloti.

## Caratteristiche auto
- Telaio: telaio in tubo d'acciaio con roll bar di sicurezza integrato - deve soddisfare gli standard NASCAR
- Cilindrata del motore: 5.860 cc Pushrod V8
- Cambio: manuale a 4 marce
- Peso: minimo (1.451 kg) (senza conducente); Minimo (1.542 kg) (con conducente)
- Potenza: 650–700 CV (485–522 kW) illimitato, ≈ 450 CV (335 kW) limitato
- Coppia: 700 Nm
- Carburante: benzina senza piombo 90 MON, 98 RON, 94 AKI fornita da Sunoco 85% + Sunoco Green Ethanol E15
- Capacità carburante: 68 litri
- Erogazione carburante: carburazione
- Rapporto di compressione: 12:1
- Aspirazione: Aspirato naturalmente
- Dimensioni carburatore: 390 ft³/min (184 L/s) 4 barili
- Interasse: 2.667 mm
- Sterzo: Potenza, ricircolo di sfere
- Gomme: Slick (tutte le piste) e rain (percorsi su strada solo se in condizioni di pioggia) fornite da Goodyear Eagle
- Lunghezza: 5.175 mm
- Larghezza: 1.905 mm
- Altezza: 1.295 mm
- Dotazioni di sicurezza: dispositivo HANS, cintura di sicurezza a 6 punti fornita da Willans

## Albo d'oro
| Anno                                  | Gare                                  | Campione                              | Costruttore vincitore                 | Team vincitore                                | Rookie of the Year                    | Pilota più popolare                   |
| Budweiser Late Model Sportsman Series | Budweiser Late Model Sportsman Series | Budweiser Late Model Sportsman Series | Budweiser Late Model Sportsman Series | Budweiser Late Model Sportsman Series         | Budweiser Late Model Sportsman Series | Budweiser Late Model Sportsman Series |
| ------------------------------------- | ------------------------------------- | ------------------------------------- | ------------------------------------- | --------------------------------------------- | ------------------------------------- | ------------------------------------- |
| 1982                                  | 29                                    | Jack Ingram                           | Pontiac                               | No. 11 Ingram Racing                          | Non premiato                          | Jack Ingram                           |
| 1983                                  | 35                                    | Sam Ard                               | Oldsmobile                            | No. 00 Thomas Brothers Racing                 | Non premiato                          | Sam Ard                               |
| Busch Grand National Series           |                                       |                                       |                                       |                                               |                                       |                                       |
| 1984                                  | 29                                    | Sam Ard                               | Pontiac                               | No. 00 Thomas Brothers Racing                 | Non premiato                          | Sam Ard                               |
| 1985                                  | 27                                    | Jack Ingram                           | Pontiac                               | No. 11 Ingram Racing                          | Non premiato                          | Jimmy Hensley                         |
| 1986                                  | 31                                    | Larry Pearson                         | Pontiac                               | No. 21 Pearson Racing                         | Non premiato                          | Brett Bodine                          |
| 1987                                  | 27                                    | Larry Pearson                         | Chevrolet                             | No. 21 Pearson Racing                         | Non premiato                          | Jimmy Hensley                         |
| 1988                                  | 30                                    | Tommy Ellis                           | Buick                                 | No. 99 J&J Racing                             | Non premiato                          | Larry Pearson                         |
| 1989                                  | 29                                    | Rob Moroso                            | Buick                                 | No. 25 Moroso Racing                          | Kenny Wallace                         | Rob Moroso                            |
| 1990                                  | 31                                    | Chuck Bown                            | Buick                                 | No. 63 HVP Motorsports                        | Joe Nemechek                          | Bobby Labonte                         |
| 1991                                  | 27                                    | Bobby Labonte                         | Oldsmobile                            | No. 44 Labonte Motorsports                    | Jeff Gordon                           | Kenny Wallace                         |
| 1992                                  | 30                                    | Joe Nemechek                          | Chevrolet                             | No. 87 NEMCO Motorsports                      | Ricky Craven                          | Joe Nemechek                          |
| 1993                                  | 28                                    | Steve Grissom                         | Chevrolet                             | No. 31 Grissom Racing Enterprises             | Hermie Sadler                         | Joe Nemechek                          |
| 1994                                  | 28                                    | David Green                           | Chevrolet                             | No. 44 Labonte Motorsports                    | Johnny Benson Jr.                     | Kenny Wallace                         |
| Busch Series Grand National Division  |                                       |                                       |                                       |                                               |                                       |                                       |
| 1995                                  | 26                                    | Johnny Benson Jr.                     | Ford                                  | No. 74 BACE Motorsports                       | Jeff Fuller                           | Chad Little                           |
| 1996                                  | 26                                    | Randy LaJoie                          | Chevrolet                             | No. 74 BACE Motorsports                       | Glenn Allen Jr.                       | David Green                           |
| 1997                                  | 30                                    | Randy LaJoie                          | Chevrolet                             | No. 74 BACE Motorsports                       | Steve Park                            | Mike McLaughlin                       |
| 1998                                  | 31                                    | Dale Earnhardt Jr.                    | Chevrolet                             | No. 3 Dale Earnhardt, Inc.                    | Andy Santerre                         | Buckshot Jones                        |
| 1999                                  | 32                                    | Dale Earnhardt Jr.                    | Chevrolet                             | No. 3 Dale Earnhardt, Inc.                    | Tony Raines                           | Dale Earnhardt Jr.                    |
| 2000                                  | 32                                    | Jeff Green                            | Chevrolet                             | No. 10 ppc Racing                             | Kevin Harvick                         | Ron Hornaday Jr.                      |
| 2001                                  | 33                                    | Kevin Harvick                         | Chevrolet                             | No. 2 Richard Childress Racing                | Greg Biffle                           | Kevin Harvick                         |
| 2002                                  | 34                                    | Greg Biffle                           | Ford                                  | No. 60 Roush Racing                           | Scott Riggs                           | Greg Biffle                           |
| 2003                                  | 34                                    | Brian Vickers                         | Chevrolet                             | No. 21 Richard Childress Racing               | David Stremme                         | Scott Riggs                           |
| Busch Series                          |                                       |                                       |                                       |                                               |                                       |                                       |
| 2004                                  | 34                                    | Martin Truex Jr.                      | Chevrolet                             | No. 8 Chance 2 Motorsports                    | Kyle Busch                            | Martin Truex Jr.                      |
| 2005                                  | 35                                    | Martin Truex Jr.                      | Chevrolet                             | No. 8 Chance 2 Motorsports                    | Carl Edwards                          | Martin Truex Jr.                      |
| 2006                                  | 35                                    | Kevin Harvick                         | Chevrolet                             | No. 21 Richard Childress Racing               | Danny O'Quinn Jr.                     | Kenny Wallace                         |
| 2007                                  | 35                                    | Carl Edwards                          | Chevrolet                             | No. 29 Richard Childress Racing               | David Ragan                           | Carl Edwards                          |
| Nationwide Series                     |                                       |                                       |                                       |                                               |                                       |                                       |
| 2008                                  | 35                                    | Clint Bowyer                          | Toyota                                | No. 20 Joe Gibbs Racing                       | Landon Cassill                        | Brad Keselowski                       |
| 2009                                  | 35                                    | Kyle Busch                            | Toyota                                | No. 18 Joe Gibbs Racing                       | Justin Allgaier                       | Brad Keselowski                       |
| 2010                                  | 35                                    | Brad Keselowski                       | Toyota                                | No. 22 Penske Racing                          | Ricky Stenhouse Jr.                   | Brad Keselowski                       |
| 2011                                  | 34                                    | Ricky Stenhouse Jr.                   | Ford                                  | No. 60 Roush Fenway Racing                    | Timmy Hill                            | Elliott Sadler                        |
| 2012                                  | 33                                    | Ricky Stenhouse Jr.                   | Chevrolet                             | No. 6 Roush Fenway Racing                     | Austin Dillon                         | Danica Patrick                        |
| 2013                                  | 33                                    | Austin Dillon                         | Ford                                  | No. 3 Richard Childress                       | Kyle Larson                           | Regan Smith                           |
| 2014                                  | 33                                    | Chase Elliott                         | Chevrolet                             | No. 9 JR Motorsports                          | Chase Elliott                         | Chase Elliott                         |
| Xfinity Series                        |                                       |                                       |                                       |                                               |                                       |                                       |
| 2015                                  | 33                                    | Chris Buescher                        | Chevrolet                             | No. 60 Roush Fenway Racing                    | Daniel Suárez                         | Chase Elliott                         |
| 2016                                  | 33                                    | Daniel Suárez                         | Toyota                                | No. 19 Joe Gibbs Racing                       | Erik Jones                            | Elliott Sadler                        |
| 2017                                  | 33                                    | William Byron                         | Chevrolet                             | No. 9 JR Motorsports                          | William Byron                         | Elliott Sadler                        |
| 2018                                  | 33                                    | Tyler Reddick                         | Chevrolet                             | No. 00 Stewart-Haas Racing con Biagi-DenBeste | Tyler Reddick                         | Elliott Sadler                        |
| 2019                                  | 33                                    | Tyler Reddick                         | Chevrolet                             | No. 2 Richard Childress Racing                | Chase Briscoe                         | Justin Allgaier                       |
| 2020                                  | 33                                    | Austin Cindric                        | Chevrolet                             | No. 22 Team Penske                            | Harrison Burton                       | Justin Allgaier                       |
| 2021                                  | 33                                    | Daniel Hemric                         | Chevrolet                             | No. 18 Joe Gibbs Racing                       | Ty Gibbs                              | Justin Allgaier                       |
| 2022                                  | 33                                    | Ty Gibbs                              | Chevrolet                             | No. 54 Joe Gibbs Racing                       | Austin Hill                           | Noah Gragson                          |
| 2023                                  | 33                                    | Cole Custer                           | Chevrolet                             | No. 00 Stewart–Haas Racing                    | Sammy Smith                           | Justin Allgaier                       |
| 2024                                  | 33                                    | Justin Allgaier                       | Chevrolet                             | No. 7 JR Motorsports                          | Jesse Love                            | TBA                                   |

### Campioni pre-Xfinity Series
| Anno                          | Campione           |
| Sportsman Division            | Sportsman Division |
| ----------------------------- | ------------------ |
| 1950                          | Mike Klapak        |
| 1951                          | Mike Klapak        |
| 1952                          | Johnny Roberts     |
| 1953                          | Danny L. Graves    |
| 1954                          | Billy Myers        |
| 1955                          | Billy Myers        |
| 1956                          | Ralph Earnhardt    |
| 1957                          | Ned Jarrett        |
| 1958                          | Ned Jarrett        |
| 1959                          | Rick Henderson     |
| 1960                          | Bill Wimble        |
| 1961                          | Nick Nephew        |
| 1962                          | Rene Charland      |
| 1963                          | Rene Charland      |
| 1964                          | Rene Charland      |
| 1965                          | Rene Charland      |
| 1966                          | Don McTavish       |
| 1967                          | Pete Hamilton      |
| Late Model Sportsman Division |                    |
| 1968                          | Joe Thurman        |
| 1969                          | Red Farmer         |
| 1970                          | Red Farmer         |
| 1971                          | Red Farmer         |
| 1972                          | Jack Ingram        |
| 1973                          | Jack Ingram        |
| 1974                          | Jack Ingram        |
| 1975                          | L. D. Ottinger     |
| 1976                          | L. D. Ottinger     |
| 1977                          | Butch Lindley      |
| 1978                          | Butch Lindley      |
| 1979                          | Gene Glover        |
| 1980                          | Morgan Shepherd    |
| 1981                          | Tommy Ellis        |

- Pilota in grassetto ha vinto almeno un campionato NASCAR Cup Series.
- Pilota in "corsivo" ha vinto almeno un campionato NASCAR Camping World Truck Series.